# Tolgs församling
Tolgs församling var en församling i Växjö stift, i Växjö kommun, Kronobergs län. Församlingen uppgick 2006 i Söraby, Tolg och Tjureda församling.
Församlingskyrka var Tolgs kyrka.

## Administrativ historik
Församlingen har medeltida ursprung.
Församlingen utgjorde under medeltiden ett eget pastorat för att senare bilda pastorat med Asa församling. Från 19 september 1559 utgjorde församlingen moderförsamling i pastoratet Tolg, Asa och Tjureda. År 1962 bildade församlingen pastorat med Tjureda, Söraby och Gårdsby. Församlingen uppgick 2006 i Söraby, Tolg och Tjureda församling.
Församlingskod var 078022.

## Kyrkoherdar
| Ämbetstid | Namn                      | Levnadstid | Övrigt                       |
| --------- | ------------------------- | ---------- | ---------------------------- |
| 1385–1412 | Petrus                    |            |                              |
| 1436–1452 | Anders Svensson           |            |                              |
|           | Birger                    |            |                              |
| 1555–1560 | Johannes Birgeri          |            |                              |
| 1567–1601 | Petrus Johannis (Orm)     | –1601      |                              |
| 1603–1643 | Johannes Nicolai          |            |                              |
| 1643–1674 | Petrus Johannis Toffterus | 1597–1674  |                              |
| 1674–1677 | Israel Krok               | –1677      |                              |
| 1677–1703 | Nicolaus Lundeberg        | –1703      |                              |
| 1705–1712 | Magnus Florin             | 1655–1712  |                              |
| 1714–1740 | Elias Amerin              | 1671–1740  |                              |
| 1742–1752 | Lars Granbeck             | 1701–1752  |                              |
| 1753–1772 | Zacharias Duse            | 1717–1772  |                              |
| 1773–1790 | Birger Norlin             | 1721–1790  |                              |
| 1791–1801 | Anders Rubin              | 1746–1801  |                              |
| 1802–1815 | Johan Koraen              | 1749–1815  |                              |
| 1816–1821 | David Aspelin             | 1780–1821  |                              |
| 1822–1829 | Christopher Isac Heurlin  | 1786–1860  | Senare biskop i Växjö stift. |
| 1830–1857 | Anders Hagelberg          | 1783–1857  |                              |
| 1859–1899 | Jonas Gustaf Ekedahl      | 1820–1899  |                              |
| 1900–1914 | August Lengquist          | 1847–1914  |                              |
| 1914–     | Sven Aron Hallborg        | 1859–      |                              |

## Klockare och organister
| Ämbetstid | Namn                    | Levnadstid | Övrigt                |
| --------- | ----------------------- | ---------- | --------------------- |
| 1740-1770 | Johan (Jaen) Jonsson    |            | Klockare              |
| 1782-1829 | Johannes Hultman        | 1756-1829  | Organist och klockare |
| 1829-1840 | Erik Blomstrand         | 1793-1840  | Organist och klockare |
| 1840-1842 | Johan Fredrik Bergström | 1815-      | Organist och klockare |
| 1848-1863 | Johan Nylander          | 1812-      | Organist och klockare |